# 화순 유마사 해련탑
화순 유마사 해련탑(和順 維摩寺 海蓮塔)은 대한민국 전라남도 화순군 남면, 유마사에 있는 승탑이다. 1992년 1월 15일 대한민국의 보물 제1116호로 지정되었다.

## 개요
탑은 승려의 무덤을 상징하여 그 유골이나 사리를 모셔두는 곳이다. 유마사로 오르는 입구에 세워져 있는 이 탑은 탑에 새겨진 기록을 통해 해련스님의 사리가 모셔져 있음을 알게 되었다.
전형적인 8각 사리탑으로, 3개의 받침돌로 이루어진 기단(基壇) 위에 탑신(塔身)을 얹었다. 아래받침돌은 옆면에 안상(眼象)이 얕게 새겨져 있고, 윗면에는 활짝 핀 꽃조각이 있다. 가운데받침돌에도 큼직한 안상을 새겨 두었으며, 탑신을 직접 받치는 윗받침돌에는 커다란 연꽃잎조각을 둘러놓았다. 탑신의 몸돌에는 앞뒷면에 문짝 모양을 새겨 두었는데, 앞면에 새긴 문에는 문고리까지 장식되어 있고 그 윗부분에 '해련지탑(海蓮之塔)'이라는 글자가 새겨져 있다. 지붕돌은 밑면에 넓직한 3단의 받침이 있으며, 8각의 모서리는 두툼하게 표현되어 있다.
도굴범들에 의해 훼손되어 구조물이 흩어져 있던 것을, 1981년 화순군에서 복원하였다고 한다. 기단부의 모습이나, 탑신에 새긴 여러 조각의 양식으로 보아 고려 전기에 만들어진 것으로 짐작된다.

## 참고 자료
- 화순 유마사 해련탑 - 국가유산청 국가유산포털